# Francisco Javier Cerezo Perales
Francisco Javier Cerezo Perales (Tomelloso, província de Ciudad Real, 6 de gener de 1971) va ser un ciclista espanyol que competí professionalment entre 1993 i 2003. Va destacar en la seva feina com a gregari, participant en nombroses Grans Voltes.

## Palmarès
- 1993
  - Vencedor d'una etapa a la Volta a l'Alentejo
- 1994
  - 1r al Gran Premi Jornal de Notícias

### Resultats a la Volta a Espanya
- 1994. 83è de la classificació general
- 1995. 53è de la classificació general
- 1996. 39è de la classificació general
- 1997. 32è de la classificació general
- 1998. Abandona
- 2000. 55è de la classificació general
- 2003. 96è de la classificació general

### Resultats al Giro d'Itàlia
- 1995. 119è de la classificació general
- 1996. 98è de la classificació general
- 1999. 39è de la classificació general
- 2002. 59è de la classificació general

### Resultats al Tour de França
- 1999. 26è de la classificació general
- 2001. 26è de la classificació general